# Chromodoris michaeli

Chromodoris michaeli es una especie de molusco nudibranquio de la familia Chromodorididae.

## Morfología
Carecen de órgano de la vista, que sustituyen para investigar el medio por dos tentáculos situados en la cabeza, llamados rinoforos, y otros dos tentáculos, situados cerca de la boca, que les sirven para oler, detectar estímulos químicos y tocar. En la parte posterior del dorso, tiene unos apéndices de apariencia plumosa que son las branquias que utiliza para respirar. 
Todos estos apéndices son de color blanco o amarillo-naranja, destacando sobre el manto dorsal en color azul claro, y que está moteado, como en la especie Chromodoris annae. El manto está bordeado por una fina línea blanca en el margen y una banda amarillo-naranja, que recorren el perímetro. Sobre el manto tiene dos líneas longitudinales negras por fuera de las branquias y los rinoforos, y en el centro una serie de motas negras irregulares. Hacia el centro del manto y abarcando el espacio entre las dos líneas negras, tiene una mancha oscura. 
Muy similar en apariencia a Chromodoris dianae o Chromodoris magnifica. 
Sus vívidos colores, como en otras especies animales, son un aviso al resto de habitantes del arrecife sobre la toxicidad de su dermis, convirtiéndose en una estrategia de defensa.
Alcanza los 5 cm de longitud.

## Alimentación
Es carnívoro y come principalmente esponjas. También come otras especies de nudibranquios.

## Reproducción
Como todos los opistobránquios, son hermafroditas y producen tanto huevos como esperma. El conducto genital y la prominente abertura genital están situados cerca de la cabeza, en el lado derecho del cuerpo. Tras la fertilización producen larvas planctónicas, que cuentan con una concha para protegerse durante la fase larval, y que, al evolucionar a su forma definitiva la pierden.

## Hábitat y distribución
Se distribuye en el Pacífico oeste, en Filipinas.
Asociados a arrecifes, son bénticos y diurnos. Se localizan desde los 5 hasta los 40 m de profundidad.